# Samba de Guerrilha
Samba de Guerrilha é o quarto álbum de Luca Argel. Editado a 17 de fevereiro de 2021, o álbum sucede a Conversa de Fila (2019), e é o primeiro disco de covers de Argel. Idealizado como uma ópera-samba, o álbum desdobra-se em três atos que contam a história do Brasil, sendo narrado por Telma Tvon. É uma recuperação de canções históricas e composições de resistência associadas ao samba. Entre os compositores cujo trabalho é revisitado, estão ldir Blanc, Herivelto Martins, Nelson Sargento e Paulinho da Viola. Argel explicou que o disco é inspirado por Estudando o Samba de Tom Zé.
Foi considerado um dos melhores discos de 2021 em Portugal, para vários meios e publicações, tais como a Antena 3, o Público, o Observador, ou Rimas e Batidas.